# 17-я пехотная дивизия (вермахт)
17-я пехотная дивизия (17. Infanterie-Division) — тактическое соединение вермахта.

## История
В июне 1940 — во Франции в составе 39-го моторизированного корпуса.
С июня 1941 года — на Востоке, в сентябре — октябре 1941 года — в районе Погар.
С июня 1942 года — на Западе, с апреля 1943 года — на Востоке.

## Организация дивизии
В 1934-1943 гг.:
- 21-й пехотный полк (Infanterie-Regiment 21)
- 55-й пехотный полк (Infanterie-Regiment 55)
- 95-й пехотный полк (Infanterie-Regiment 95)
- 17-й артиллерийский полк (Artillerie-Regiment 17)
- 17-й батальон АИР (Beobachtungs-Abteilung 17)
- 17-й дивизион ПТО (Panzerabwehr-Abteilung 17)
- 17-й разведывательный батальон (Aufklärungs-Abteilung 17)
- 17-й батальон связи (Nachrichten-Abteilung 17)
- 17-й сапёрный батальон (Pionier-Bataillon 17)
- войска подчинявшиеся командиру снабжения 17-й пехотной дивизии
- 17-й запасной батальон (Feldersatz-Bataillon 17)

В 1942-1943 гг.:
- 21-й пехотный полк
- 55-й пехотный полк
- 95-й пехотный полк
- 17-й артиллерийский полк
- 17-й противотанковый батальон
- 17-й батальон самокатчиков (Radfahr-Bataillon 17)
- 17-й батальон связи
- 17-й сапёрный батальон
- войска подчинявшиеся командиру снабжения 17-й пехотной дивизии
- 17-й запасной батальон

В 1943-1945 гг.:
- 21-й гренадёрский полк (Grenadier-Regiment 21)
- 55-й гренадёрский полк (Grenadier-Regiment 55)
- 95-й гренадёрский полк (Grenadier-Regiment 95)
- 17-й артиллерийский полк
- 17-й противотанковый дивизион (Panzerjäger-Abteilung 17)
- 17-й фузилёрский батальон (Füsilier-Bataillon 17)
- 17-й батальон связи
- 17-й сапёрный батальон
- части снабжения 17-й пехотной дивизии (Versorgungseinheiten 17)
- 17-й запасной батальон